# Notre Dame (groupe)
Pour les articles homonymes, voir Notre Dame et Notre-Dame.
Notre Dame est un groupe de heavy metal suédois. Il est formé en 1997 et dissous en 2004. Le groupe était composé de Snowy Shaw et Vampirella (chant), ainsi que de Jean-Pierre de Sade (guitare et basse) et Mannequin de Sade (batterie), deux frères se disant descendant de l'écrivain Le Marquis de Sade.

## Biographie
Snowy Shaw, né en 1968 à Göteborg, est batteur des groupes Mercyful Fate, Memento Mori et King Diamond, au milieu des années 1990,. Ils forment ensemble avec les frères Mannekin et Jean-Pierre De Sade, et la chanteuse Vampirella, le groupe Notre Dame. Dans une interview, Snowy déclare qu'il faisait la batterie sur les albums de Notre Dame et que Mannequin de Sade était en fait un personnage inventé.

## Discographie
- 1998 : Coming Soon to a Théatre Near You
- 1999 : Vol. 1: Le Théâtre du vampire
- 1999 : Nightmare Before Christmas
- 2000 : Abattoir, abattoir du noir (single)
- 2002 : Coming Soon to a Theatre Near You, The 2nd
- 2004 : Demi Monde Bizarros
- 2005 : Creepshow Freakshow Peepshow (album live)[5]

## Membres
- Tommie « Snowy Shaw » Helgesson - chant, guitare, basse, claviers (1997–2004)
- Mannekin de Sade - batterie (1999–2004)
- Jean-Pierre De Sade - guitare, basse (1997–2002)
- Melissa « Vampirella » Swan - chant (1997–2004)[6]